# Hugh Elles

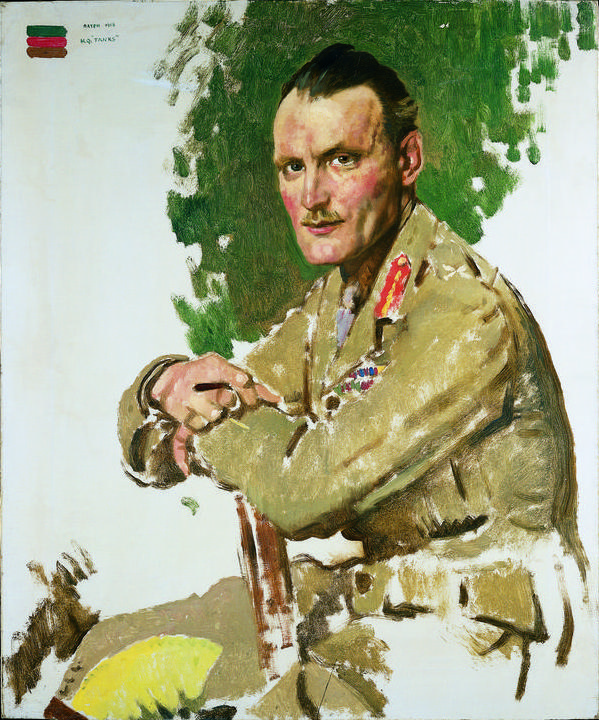
Hugh Elles, Porträt von William Orpen

Sir Hugh Jamieson Elles, KCB, KCMG, KCVO, DSO (* 27. April 1880 in Indien; † 11. Juli 1945 in London) war ein britischer Panzergeneral.

## Leben und Wirken
Elles war der Sohn von General Edmond Elles. Seine Schulzeit absolvierte er am Clifford College (Bristol) und kam dann als Kadett an die Royal Military Academy Woolwich in London.
Elles war im Ersten Weltkrieg im Rang eines Brigadegenerals Kommandierender General des seit Juni 1917 so benannten britischen Royal Tank Corps und entwarf gemeinsam mit seinem Stabsoffizier Lieutenant Colonel JFC Fuller und dem Artilleriegeneral Henry Hugh Tudor den Plan zur ersten Panzerschlacht der Geschichte, der Schlacht von Cambrai (20. November 1917).
Ziel des Plans war es, an einem ruhigen Abschnitt der Westfront, der durch seine festen Kreideböden für Panzer besser geeignet war als die morastigen Böden Flanderns, durch den massierten Einsatz von Panzern (insg. ca. 400) die dreifach gestaffelten Grabensysteme der deutschen Hindenburglinie zu durchbrechen und sofort mit Infanterie und Kavallerie durch die entstandene Lücke vorzustoßen.
Nach dem Krieg wurde Elles 1923 Inspekteur der Panzertruppe und von 1934 bis 1937 Master General of the Ordnance (Generalquartiermeister). 1938 nahm er seinen Abschied aus dem aktiven Dienst.

## Ehrungen (Auswahl)
- Knight Commander des Order of the Bath
- Knight Commander des Order of St. Michael and St. George
- Knight Commander des Royal Victorian Order
- Companion des Distinguished Service Order
- British War Medal
- Ritter der Ehrenlegion
- Großoffizier des Kronenordens (Belgien)
- Orden der Aufgehenden Sonne (Japan)

| Personendaten    | Personendaten                                 |
| ---------------- | --------------------------------------------- |
| NAME             | Elles, Hugh                                   |
| ALTERNATIVNAMEN  | Elles, Hugh Jamieson Sir (vollständiger Name) |
| KURZBESCHREIBUNG | britischer Militär, Panzergeneral             |
| GEBURTSDATUM     | 27. April 1880                                |
| GEBURTSORT       | Indien                                        |
| STERBEDATUM      | 11. Juli 1945                                 |
| STERBEORT        | London                                        |